# Cantone di Châtillon-sur-Indre
Il Cantone di Châtillon-sur-Indre era una divisione amministrativa dell'arrondissement di Châteauroux.
A seguito della riforma approvata con decreto del 18 febbraio 2014, che ha avuto attuazione dopo le elezioni dipartimentali del 2015, è stato soppresso.

## Composizione
Comprendeva i comuni di:
- Arpheuilles
- Châtillon-sur-Indre
- Cléré-du-Bois
- Clion
- Fléré-la-Rivière
- Murs
- Palluau-sur-Indre
- Saint-Cyran-du-Jambot
- Saint-Médard
- Le Tranger